# عبدالله نورانی

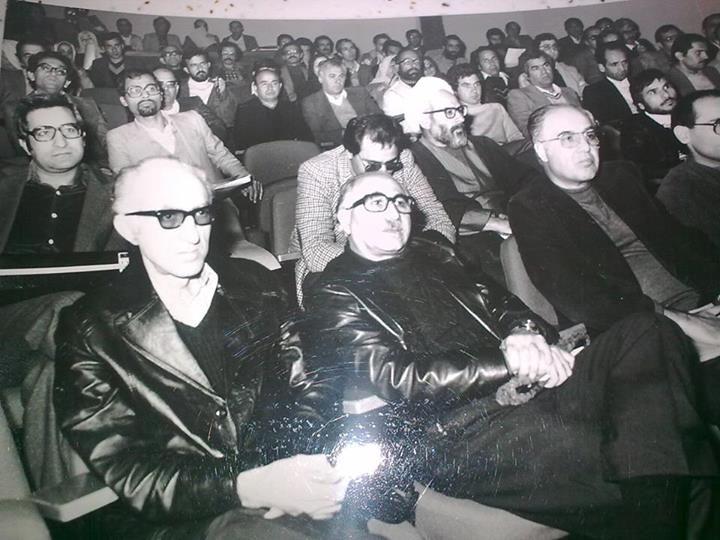
از چپ: ردیف اول ابوالحسن نجفی، فتح‌الله مجتبایی و محمدجواد مشکور، ردیف دوم از راست: عبدالله نورانی و جلیل تجلیل، سمینار نگارش فارسی، مرکز نشر دانشگاهی، ۱۳۶۱

عبدالله نورانی (۱ فروردین ۱۳۰۸–۷ آبان ۱۳۹۰) مصحح ایرانی بود.

## آثار
- شرح حکمه الاشراق سهروردی
- مبدأ و معاد
- مصنفات میرداماد: الافق المبین
- مصنفات: غیاث الدین منصور حسینی دشتکی شیرازی
- المبداء المعاد
- فرائد الاصول
- مصنفات میرداماد
- رسائل فارسی ادهم خلخالی، مشتمل بر چهارده رساله در عقاید و اخلاق و عرفان
- حکمت الهی در متون فارسی
- سلم السماوات
- مرآة الاکوان

## یادنامه
یادنامهٔ عبدالله نورانی با عنوان احیاگر میراث به‌کوشش احدفرامرز قراملکی منتشر شده‌است.